# 唐王城
唐王城是唐代尉头州城的遗址，位于新疆图木舒克城北10多公里，巴楚县城东北约60公里处的代热瓦孜塔格山南端山口東北側，维吾尔語称这里为“托库孜萨来”，意即“九座驿站”或“九座烽燧”，因有砍柴人在此拾得唐代開元通寳，故呼其为“唐王城”。2001年6月，唐王城被中國国务院核定为第五批全国重点文物保护单位。

## 建築
唐王城始建于公元前206年，在公元前二世纪，唐王城所在地是西域三十六国中的尉头国，有“户三百，口二千三百，胜兵八百人”，东汉末年被并入龟兹国，成為龟兹国与疏勒国的邊境城市，十二世纪初毀於喀喇汗国与龟兹王国之間的戰火。城墙由泥土和石头筑成，宽约3至5米，有内城、外城和大外城三座城墙残迹。内城由山腰绕到山頂，长756米。外城接内城续到山頂，长1008米。大外城由外城环绕南山根，长1668米。唐王城南北各有一道城门，城墙周围布置有大量防禦工事。城内的大部分道路上曾经铺着方形砖块，城墙大门内殘留有许多佛台。城内出土了大量的文物，如汉代、龟兹、唐代的钱币及钱范，证明北朝时期新疆地區就按内地的统一法制和式样自行铸钱。此外還出土了棉、麻、丝、毛织物、陶器、铜器、木器等，包括许多波斯等国的文物。城外的山崖有大量已經嚴重風化的摩崖石刻。在城后南面悬崖下和对面的山脚下，曾有两大片佛寺区，出土有壁画、木雕、泥陶、泥佛、塑像等佛教艺术品。在两公里外的唐王村里，先后出土了泥塑佛头、丝绢、陶器、钱币等4000多件文物。

## 發掘
英国人福西斯曾在1870年和1873年两次来到此地，在报告中写道唐王城是“有石墙和造像碎片的广大古城市遗址”，瑞典人斯文·赫定在1895年2月对唐王城的两个地方进行了发掘，认為这里是穆斯林时代的遗址。最早来到这里进行大面积发掘的是1906年6月15日来到这里的法国人保罗·伯希和，发现这里有造像残片后认为这里建造的年代肯定比斯文·赫定所认定的更早，仅1906年12月15日就在唐王城搜集出土文物400余件，现均收藏在法国巴黎的吉美博物馆。1913年，德国人勒柯克率领的探险队在唐王城发现了壁画、塑像、木雕佛像、青铜香炉、舍利袋和婆罗米文文书等文物，现均收藏在德国柏林的亚洲艺术博物馆。英国的斯坦因也曾在1908年和1913年两次发掘唐王城。1928年4月至1929年10月，黄文弼帶領中瑞西北科学考察团来这里考察，挖掘到泥塑佛头、古印度文文书残片、一匹完好的唐绢和钱范、钱币等等。1959年新疆维吾尔自治区文物管理委员会的李遇春等人调查了唐王城遗址，共清理1053平方米的面积，发现了许多陶器、木器、骨器、铜器、塑像残块、木简、文书、钱币、陶钱范、丝织品等文物。